# Татяна Головин
Татяна Головѝн  (на руски: Татьяна Григорьевна Головина; на френски: Tatiana Golovin) е професионална тенисистка от Франция. Тя е етническа рускиня, която приема френско поданство през 1990 г. Малко след раждането ѝ нейните родители емигрират във Франция, където остават да живеят завинаги. Татяна Головин има две сестри — Олга и Оксана. През 2008 г. Татяна Головин сключва брак с френския футболист Самир Насри.
На шест годишна възраст започва да посещава тенис-академията на Ник Болетиери във Флорида и да получава уроци по тенис. Татяна Головин прави много силно впечатление с изявите си. Едва на 16-годишна възраст тя записва участие на осминафинален мач на „Откритото първенство на Австралия“, който губи от американката Лиза Реймънд. отново през 2004 г., етническата рускиня достига до осминафинален мач на турнир от Големия шлем. На „Уимбълдън“ само липсата на опит възпрепятства Татяна Головин по пътя към успеха и тя е победена от водачката в Световната ранглиста Серина Уилямс.
В професионалната си кариера, Татяна Головин има 13 победи срещу тенисистки от Топ 10 на Световната ранглиста. Първата си титла печели през 2007 г. на турнира в Амелия Айлънд, като побеждава рускинята Надя Петрова с 6:2, 6:1. Отново през 2007 г., на турнира „Банка Копер Словения Оупън“ тя побеждава представителката на домакините Катарина Среботник и завоюва втората си титла на сингъл. В изключително динамичната си кариера, за периода 2004 — 2007 г., френската тенисистка има пет загубени финала срещу Мария Шарапова, Надя Петрова, Никол Вайдишова. В две последователни години тя губи финални мачове и от белгийката Жустин Енен-Арден.
През 2004 г., Татяна Головин печели турнира „Ролан Гарос“ на смесени двойки със сънародника си Ришар Гаске.